# Zyprischer Fußballpokal 2010/11
Der Zyprische Fußballpokal 2010/11 war die 69. Austragung des zyprischen Pokalwettbewerbs. Er wurde vom zyprischen Fußballverband ausgetragen. Das Finale fand am 18. Mai 2011 im GSZ-Stadion von Larnaka statt.
Pokalsieger wurde Omonia Nikosia. Das Team setzte sich im Finale gegen Titelverteidiger Apollon Limassol durch. Omonia qualifizierte sich durch den Sieg für die 3. Qualifikationsrunde der UEFA Europa League 2011/12.

## Modus
Alle Begegnungen, außer dem Finale, wurden in Hin- und Rückspiel ausgetragen. Bei Torgleichheit entschied zunächst die Anzahl der auswärts erzielten Tore, danach eine Verlängerung von zweimal 15 Minuten und falls erforderlich ein Elfmeterschießen.

## Teilnehmer
Es nahmen nur die Mannschaften der ersten beiden Ligen teil.
| First Division (14)                                                                                               | First Division (14) | Second Division (14) | Second Division (14) |
| --- | --- | --- | --- |
| - AEK Larnaka - AE Paphos - Alki Larnaka - AEL Limassol - Anorthosis Famagusta - APOEL Nikosia - Apollon Limassol | - APOP Kinyras Peyias - Doxa Katokopia - Enosis Neon Paralimni - Ermis Aradippou - Ethnikos Achnas - Olympiakos Nikosia - Omonia Nikosia | - Adonis Idaliou - Akritas Chlorakas - Anagennisi Deryneia - APEP Pitsilia - Aris Limassol - ASIL Lysi - Atromitos Yeroskipou | - Chalkanoras Idaliou - Digenis Akritas Morphou - Nea Salamis Famagusta - Omonia Aradippou - Onisilos Sotira - Othellos Athienou - PAEEK Kyrenia |

## 1. Runde
In dieser Runde traten alle 14 Teams der Second Division und 10 Teams der First Division an. Die Erstligisten spielten zuerst auswärts.
|                         | Gesamt    |                       | Hinspiel | Rückspiel |
| ----------------------- | --------- | --------------------- | -------- | --------- |
| APEP Pitsilia           | (a)2:2(a) | ASIL Lysi             | 1:0      | 1:2       |
| Chalkanoras Idaliou     | 0:6       | Omonia Nikosia        | 0:4      | 0:2       |
| Adonis Idaliou          | 3:5       | Ermis Aradippou       | 3:2      | 0:3       |
| Digenis Akritas Morphou | 1:3       | AEK Larnaka           | 0:1      | 1:2 n. V. |
| Nea Salamis Famagusta   | 0:4       | Ethnikos Achnas       | 0:2      | 0:2       |
| Omonia Aradippou        | 0:6       | Enosis Neon Paralimni | 0:3      | 0:3       |
| Othellos Athienou       | 1:6       | Doxa Katokopia        | 1:4      | 0:2       |
| Anagennisi Deryneia     | 1:3       | Olympiakos Nikosia    | 0:1      | 1:2       |
| Atromitos Yeroskipou    | (a)4:4(a) | APOP Kinyras Peyias   | 1:2      | 3:2 n. V. |
| Onisilos Sotira         | 0:6       | Alki Larnaka          | 0:2      | 0:4       |
| Akritas Chlorakas       | 0:8       | Anorthosis Famagusta  | 0:3      | 0:5       |
| PAEEK Kyrenia           | 5:7       | AE Paphos             | 2:3      | 3:4       |

## 2. Runde
In dieser Runde stiegen die vier Vereine ein, die sich in der letzten Saison für das Halbfinale qualifizierten (APOEL Nikosia, AEL Limassol, Apollon Limassol, Aris Limassol). Ab dieser Runde wurden die Paarungen ohne Einschränkungen gelost.
|                       | Gesamt |                      | Hinspiel | Rückspiel |
| --------------------- | ------ | -------------------- | -------- | --------- |
| Doxa Katokopia        | 1:5    | AEK Larnaka          | 0:1      | 1:4       |
| Ermis Aradippou       | 1:2    | Ethnikos Achnas      | 0:1      | 1:1       |
| APOEL Nikosia         | 1:3    | Apollon Limassol     | 1:1      | 0:2       |
| AEL Limassol          | 0:1    | Aris Limassol        | 0:1      | 0:0       |
| Anorthosis Famagusta  | 3:0    | APEP Pitsilia        | 2:0      | 1:0       |
| AE Paphos             | 1:3    | Olympiakos Nikosia   | 0:0      | 1:3       |
| Omonia Nikosia        | 8:2    | Atromitos Yeroskipou | 6:0      | 2:2       |
| Enosis Neon Paralimni | 3:5    | Alki Larnaka         | 0:1      | 3:4       |

## Viertelfinale
|                    | Gesamt |                      | Hinspiel | Rückspiel |
| ------------------ | ------ | -------------------- | -------- | --------- |
| Alki Larnaka       | 2:3    | Ethnikos Achnas      | 0:3      | 2:0       |
| AEK Larnaka        | 2:3    | Anorthosis Famagusta | 1:2      | 1:1       |
| Olympiakos Nikosia | 3:4    | Apollon Limassol     | 1:1      | 2:3       |
| Omonia Nikosia     | 6:1    | Aris Limassol        | 3:0      | 3:1       |

## Halbfinale
|                  | Gesamt |                      | Hinspiel | Rückspiel |
| ---------------- | ------ | -------------------- | -------- | --------- |
| Apollon Limassol | 3:2    | Anorthosis Famagusta | 1:1      | 2:1       |
| Omonia Nikosia   | 2:1    | Ethnikos Achnas      | 1:0      | 1:1 n. V. |

## Finale
| Paarung          | Apollon Limassol – Omonia Nikosia |
| Ergebnis         | 1:1 n. V. (1:1, 0:1); 3:4 i. E. |
| Datum            | 18. Mai 2011 |
| Stadion          | GSZ-Stadion, Larnaka |
| Zuschauer        | 13.000 |
| Schiedsrichter   | Massimo Busacca ( Schweiz) |
| Tore             | 0:1 Michalis Konstantinou (12.) 1:1 Elias Charalambous (84., Eigentor) Elfmeterschießen: 1:0 Miljan Mrdaković 1:1 Michalis Konstantinou 2:1 Moustapha Bangura 2:2 Georgios Efrem Andreas Stavrou 2:3 José Manuel Rueda 3:3 José Semedo 3:4 Francisco Aguirre Ion „Jon“ Erice Dominguez                                            |
| Apollon Limassol | Aleš Chvalovský – Antonio Pedro de Brito Lopes, Giorgos Merkis, Nasief Morris (58. José Semedo), Samuel Neva – Kamil Kosowski (73. Andreas Stavrou), Ion „Jon“ Erice Dominguez, Moustapha Bangura, Daniel Quinteros (34. Antonio Nunez), Miljan Mrdaković, Aldo Adorno                                                            |
| Omonia Nikosia   | Antonis Georgallides – Davidson Morais, Christos Karipidis (77. Timo Wenzel), Andreas Avraam – Constantinos Makrides, Elias Charalambous, Lomana LuaLua (58. Georgios Efrem), Leandro de Almeida, Efstathios „Stathis“ Aloneftis (95. José Manuel Rueda) – Michalis Konstantinou, Francisco Aguirre Cheftrainer: Neophytos Larkou |